# Роковые выстрелы
«Роковые выстрелы» (англ. Parting Shots) — кинокомедия с Крисом Ри, Фелисити Кендал, Оливером Ридом и Джоанной Ламли в главных ролях. Это последний полнометражный фильм режиссёра Майкла Уиннера. Премьера состоялась 18 марта 1999 года.
Фильм снимался в Олбери (графство Хартфордшир), Чилворте (графство Суррей) и в Норленд-сквере лондонского Холланд-парка.
Теглайн: «Что-то щёлкнуло в Гарри — и это была не его камера!» (англ. Something just snapped in Harry — and it wasn’t his camera!)

## Сюжет
Фильм начинается с приёма у врача, который сообщает пациенту, фотографу Гарри Стерндейлу, что тот болен раком. Жить Гарри осталось около шести недель.
Будучи всю жизнь хорошим человеком и страдая из-за несправедливого к себе отношения, после получения диагноза Гарольд решает всё-таки отомстить людям, испортившим его жизнь. Он идёт в паб, который видел в телепередаче, где было сказано, что там можно незаконно купить оружие у барменши. Объяснив ей ситуацию, он заказывает девятимиллиметровый пистолет фирмы «Beretta» и отправляется восстанавливать справедливость, убивая свою бывшую жену Лизу, бросившую его ради более успешного; Герда Лейтона, афериста, разорившего около семисот человек, в числе которых были как Гарри, так и семья его новой знакомой Джиллы Сандерс; самовлюблённого шеф-повара Рензо Локателли, испортившего его свидание с Джиллой; бывшего одноклассника Грэма Клеверли, который постоянно оскорблял Гарри в школе; бывшего коллегу Мориса Уолпоула, укравшего его идею и сделавшему за счёт этого прекрасную карьеру, тогда как самого Гарри уволили.
Скрываясь от полиции в гостинице, которая, хоть и не имела реальных улик, но села на его след, ему становится плохо. В это время появляется Джеми Кэмпбелл-Стюарт, наёмный убийца, которого Гарольд нанял для того, чтоб тот убил самого Гарри (таким образом Джилл могла бы получить бо́льшую выплату по страховке, чем если бы он умер от болезни). Однако выполнить заказ у Джеми не получается — из-за болезни Гарри увозит «скорая помощь».
В больнице выясняется, что рака у Гарри нет — первый доктор перепутал снимки, а на самом деле у Гарольда была язва. Он звонит своему другу-юристу с просьбой отменить «заказ» у наемного убийцы, но тот не успевает выполнить это поручение. Убийца уже в больнице, он промахивается, ранив одного из полицейских и пытается скрыться. Пока полиция гонится за Кэмпбелл-Стюартом, Гарри и Джилл успевают сбежать. Однако наёмник должен выполнить заказ: в следующем покушении он вновь промахивается, раня ещё одного полицейского и убивая приехавшего в Великобританию Зломова, президента-диктатора Петрушки. Убийство зафиксировано камерами телевидения, и уйти ему не удаётся. Поскольку Джеми понимает, что уйти от тюрьмы ему теперь не удастся (тем более что стрелял он из переданного ему Гарри пистолета), он берёт всю вину на себя. При встрече с только что обвенчавшимися Гарольдом и Джилл он просит исполнить всего лишь одну просьбу — убить одного мерзавца, портившего жизнь самому наёмнику, но руки до которого у него так и не дошли.

## Критика
В мае 1998 года был представлен на Каннском рынке фильмов.
Фильм был принят критиками довольно прохладно: британский журнал Total Film описывает произведение Уиннера как «отвратительное», «некомпетентное» и «плохое во всех возможных смыслах»; журнал Empire поместил фильм на 42 место в списке «50 худших фильмов всех времён».

## В ролях
| Актёр           | Роль                      |
| --------------- | ------------------------- |
| Крис Ри         | Гарри Стерндейл (Гарольд) |
| Фелисити Кендал | Джилл Сандерс             |
| Джон Клиз       | Морис Уолпоул             |
| Боб Хоскинс     | Герд Лейтон               |
| Дайана Ригг     | Лиза                      |
| Бен Кингсли     | Рензо Локателли           |
| Джоанна Ламли   | Фреда                     |
| Оливер Рид      | Джеми Кэмпбелл-Стюарт     |